# Silver Banshee
Silver Banshee il cui vero nome è Siobhan Smythe, è un personaggio dei fumetti creata da John Byrne nel 1987, pubblicata dalla DC Comics. La sua prima apparizione è in Action Comics 595.
Si è classificata al 73º posto nella classifica dei 100 migliori cattivi nella storia dei fumetti nella lista creata da IGN.

## Biografia del personaggio
Siobhan Smythe era una ragazza di Dublino, che emigrò negli Stati Uniti per iniziare una nuova vita dopo la morte della madre e scappare dal padre che, affetto dal cancro, farà un patto col il potente demone Trigon, cercando di donare al demone la figlia in cambio della propria vita salva.
Siobhan scappata dal padre, cercherà di farsi una nuova vita e farà amicizia con Kara Denvers Kent. Nonostante l'amicizia tra le due, Kara non rivelerà mai a Siobhan di essere Supergirl. Quando il padre di Siobhan trasformato nel demone Banshee, seguace di Trigon, arriverà a National City per catturare la figlia e donarla a Trigon, sarà costretto ad affrontare Supergirl.
Supergirl, di potenza inferiore a Banshee, sarà costretta a chiamare il cugino. Arrivato Superman, lo scontro tra i due porterà alla morte di Banshee. Siobhan trascorrerà un periodo di pace e tranquillità, finché lo spirito del demone Banshee non si accorse dell'anima nascosta malvagia di Siobhan. Banshee entrò dentro il corpo di Siobhan tramutandola sia fisicamente che mentalmente. Diventata Silver Banshee, Siobhan cominciò a creare scompiglio a National City, fino a scontrarsi con l'ex amica Supergirl. Nonostante gli sforzi di Supergirl nel cercare di far tornare la sua amica come era prima, scoprì che la stessa Siobhan voleva essere così, che era contenta finalmente della sua vita. Silver Banshee decise di fuggire da National City per creare scompiglio a Central City, ma venne sconfitta da Flash II (Barry Allen).
Arrestata e rinchiusa nel penitenziario di Iron Heights, Silver Banshee trovò alleate in Peek-a-Boo (Lashawn Baez) e Magenta. Le tre criminali riuscirono ad evadere e a far perdere le loro tracce.Silver Banshee, Peek-a-Boo e Magenta si rifugiarono a Gotham City, dove trovarono alleate in Harley Quinn e Poison Ivy. A fermare il team delle criminali, toccò a Oracle (Barbara Gordon, ex Batgirl paralizzata momentaneamente dal Joker) e alla sua squadra delle Birds of Prey, formata da Black Canary II (Dinah Laurel Lance), dalla Cacciatrice, da Hawkgirl, da Vixen e momentaneamente anche da Supergirl. Arrestate e rinchiuse ad Arkham Asylum, Silver Banshee venne arruolata da Amanda Waller come membro della Suicide Squad.
Durante una missione della Suicide Squad a Nanga Parbat, Silver Banshee conobbe Black Archer (Malcolm Merlyn).
Lasciata la Suicide Squad per seguire Black Archer, Silver Banshee si fece allenare duramente nel combattimento corpo a corpo, per diversi anni.
Tornato a Star City, Black Archer affrontò il suo nemico storico Green Arrow (Oliver Queen) e Silver Banshee affrontò Black Canary II (Dinah Laurel Lance).Lo scontro tra Oliver e Merlyn finì con un pareggio, con la fuga di quest'ultimo dopo l'arrivo di Flash II (Barry Allen), e con la sconfitta e l'arresto di Silver Banshee da Black Canary.
Silver Banshee rimase ad Iron Heights, finché non venne liberata da Lex Luthor e dal Joker per essere arruolata nella Injustice League e scontrarsi contro la Justice League.Dopo la sconfitta della Injustice League, Silver Banshee scomparve per diversi anni, finché non la si rivide a Central City assieme al feroce Killer Croc, allo Spaventapasseri e a Girder, ma vennero catturati dal nuovo Flash, da Nightwing e da Cyborg.

## Poteri e abilità
Silver Banshee ha la capacità di emettere dalla bocca onde sonore potentissime che possono provocare risultati disastrosi all'ambiente circostante ed essere mortale per qualsiasi essere vivente.
Siobhan Smythe grazie agli allenamenti dell'Arciere Nero, è abile nel combattimento corpo a corpo e nell'utilizzo delle armi bianche.
Silver Banshee possiede anche limitati poteri di telecinesi.

## Altri media
Nella serie televisiva Supergirl, Siobhan Smythe/Silver Banshee è interpretata da Italia Ricci, doppiata da Letizia Ciampa.
Siobhan è una neo-assunta alla CatCo che si scontra con Kara. A causa di una maledizione che colpisce tutte le donne della sua famiglia, Siobhan svilupperà il potere di emettere dalla bocca un ultrasuono dal potere devastante, trasformandosi in Silver Banshee.